# Марьино (Кировская область)
 Марьино — опустевшая деревня в Кировской области. Входит в состав муниципального образования «Город Киров»

## География
Расположена на расстоянии примерно 19 км по прямой на запад-юго-запад от железнодорожного вокзала станции Киров.

## История
Известна с 1662 как починок Быстрицкой с 2 дворами, в 1764 (починок Николы Быстрицкого) 28 жителей, в 1802 7 дворов. В 1873 году здесь (деревня Николы Быстрицкого или Марьино) было дворов 8 и жителей 79, в 1905 (Николая Быстрицкого или Марьино) 21 и 146, в 1926 (Марьино или Николы Быстрицкого) 32 и 169, в 1950 18 и 62, в 1989 1 житель. Административно подчиняется Октябрьскому району города Киров.

## Население
Постоянное население не было учтено как в 2002 году, так и в 2010.